# Claire Hédon
Pour les articles homonymes, voir Hédon.
Claire Hédon, née le 5 octobre 1962 à Paris, est une juriste et journaliste française. Présidente du mouvement ATD Quart monde de 2015 à 2020, elle est nommée Défenseure des droits en 2020.

## Biographie

### Jeunesse et études
Claire Hédon est née le 5 octobre 1962 à Paris. Titulaire d'une maîtrise de droit de l'université Panthéon-Assas, elle est également diplômée d'un master en communication du CELSA.

### Parcours professionnel
À la fin de ses études en 1987, elle fait ses premiers pas à la radio sur France Bleu, puis dans l'émission de RFI Les Unes et les autres. Elle réalise ensuite des reportages pour France Inter.
D'octobre 2003 à septembre 2017, elle anime Priorité santé chaque matin sur RFI, où elle est responsable des magazines.
Lors d'un reportage en Thaïlande, elle découvre le mouvement ATD Quart monde, dans une bibliothèque de Bangkok. Elle rejoint le mouvement en 1993 comme bénévole et participe notamment aux Universités populaires Quart Monde, lieux de partage de savoirs et d'expérience associant des personnes en situation de très grande pauvreté. En 2005, elle intègre le conseil d'administration de l'organisation, avant d'en devenir vice-présidente en 2011 puis présidente en 2015.
En 2017, elle est nommée membre du Comité consultatif national d'éthique.
Le 22 juillet 2020, elle est nommée au poste de Défenseur des droits par Emmanuel Macron, sur proposition initiale de son ancien Premier ministre Édouard Philippe et succède à Jacques Toubon ,,.

## Défenseure des droits

### Prises de position
Dès le début de son mandat de Défenseure, Claire Hédon s'engage publiquement contre certaines dispositions de la proposition de loi relative à la sécurité globale,,.

#### Dématérialisation des services publics
Le 6 juillet 2022, lors d'une audition au Sénat, Claire Hédon alerte sur la hausse des réclamations d'usagers liées à la dématérialisation des services publics. Ce qui créerait une distance croissante entre citoyens et institutions, en particulier les citoyens les plus vulnérables.

#### Reconnaissance faciale
En octobre 2022, Claire Hédon fait part de ses inquiétudes au sujet du développement des technologies biométriques comme la reconnaissance faciale et appelle à légiférer rapidement sur la question pour protéger les droits fondamentaux des citoyens.

#### Aide sociale à l'enfance
En novembre 2022, elle se saisit d'office de la situation à laquelle sont confrontés les services d'aide sociale à l'enfance dans le Nord et la Somme. Elle déclare qu'il s'agit d'une « situation dramatique » qui la force à agir.

#### Projet de loi Borne sur l'immigration
En février 2023, elle critique le projet de loi concernant l'immigration voulu par le gouvernement Borne en déclarant qu'il « fragilise[rait] considérablement les droits et libertés fondamentaux des étrangers »,. Le projet de loi prévoit par ailleurs de faciliter de manière « inquiétante » l’expulsion des étrangers ayant fait l’objet d’une condamnation, en considérant non plus la peine qui leur a été réellement infligée, mais la peine théorique encourue. Or, selon Claire Hédon, « dans les faits, les peines encourues sont très supérieures aux peines prononcées, si bien que la levée des protections contre l’expulsion concernera un champ très large de personnes pour lesquelles la gravité de la menace » à l’ordre public « sera loin d’être établie ».

#### Violences policières
Claire Hédon s'exprime dans le cadre de la réforme des retraites et des violences policières qu'elle a pu constater. Elle dénonce des images « inadmissibles » et « extrêmement choquantes ». Elle avait déjà critiqué l'IGPN en 2020 en assurant que les demandes de poursuites judiciaires émanant de la Défenseure des droits n'étaient jamais suivies par l'institution policière. 
Claire Hédon, ouvre aussi une enquête sur la mort de Nahel Merzouk.

#### Personnes transgenres
Le 17 juin 2025, à l’occasion du mois des fiertés, la Défenseure des droits publie une nouvelle décision-cadre consacrée au respect de l’identité de genre des personnes transgenres. Ce document actualise et complète la précédente décision-cadre publiée en 2020. 

### Controverse sur contrôles d'identité et discrimination
Le 12 février 2021, lors d'un entretien accordé à Franceinfo à l'occasion du lancement de la plateforme anti-discriminations par Emmanuel Macron et s'inquiétant de « la question des contrôles d'identité » qui seraient insupportables « dans certains quartiers, pour certains jeunes », elle se manifeste pour l'expérimentation de zones « sans contrôles d'identités ».
Cette prise de position déclenche aussitôt une polémique dans les syndicats de police et chez de nombreux élus, remontant jusque dans les hautes sphères de l'État : Gérald Darmanin, ministre de l'Intérieur, y est défavorable et répond notamment « qu'il ne peut y avoir en France des endroits où la police n'a pas le droit de contrôler ». Emmanuel Macron indique qu'une telle mesure reviendrait « à créer des zones de non-droit et à abandonner un peu plus les quartiers défavorisés » tout en indiquant en privé qu'elle [la Défenseure des droits] « a franchi les limites de l'imbécilité », l'exhortant à défendre le droit et à coopérer sur la nouvelle plateforme anti-discriminations nouvellement créée.
Devant cette polémique, Claire Hédon nuance ses positions le 16 février 2021 en assurant n'avoir jamais voulu la fin des contrôles d'identité, mais réclamant leur meilleur suivi afin de lutter contre les discriminations.

## Publications
- Avec Anne-Sophie Carel, Maigrir sérieusement : Les solutions d'une nutritionniste, éditions du Rocher, 14 avril 1999, 250 p. (ISBN 978-2-268-02928-3)
- La mauvaise bouffe : comprendre les enjeux et faire les bons choix, éditions du Rocher, 15 septembre 2000, 169 p. (ISBN 978-2-268-03494-2)
- Le sida aujourd'hui, Toulouse, Milan, 4 septembre 2008, 63 p. (ISBN 978-2-7459-3251-8)
- Avec Jean-François Bergmann, François Chast, André Grimaldi et Claire Le Jeunne, La vérité sur vos médicaments, Paris, éditions Odile Jacob, 25 mars 2015, 600 p. (ISBN 978-2-7381-3217-8)
- Avec Jean-Christophe Sarrot et Marie-France Zimmer, En finir sur les idées fausses sur les pauvres et la pauvreté, Éditions Quart Monde et Éditions de l'Atelier, 2017,  (ISBN 979-10-91178-41-9)
- Avec Didier Goubert et Daniel Le Guillou, Zéro chômeur : dix territoires relèvent le défi, Éditions Quart Monde et Éditions de l'Atelier, 2019, 320p.  (ISBN 979-10-91178-64-8)